# Eufrazjusz (prawosławny patriarcha Antiochii)
Eufrazjusz – chalcedoński patriarcha Antiochii w latach 521–526.